# بولجو را بکش
بولجو را بکش (به انگلیسی: Kill Buljo) یک فیلم کمدی سیاه نروژی محصول سال ۲۰۰۷ به کارگردانی تومی ویرکولا است. این فیلم هجو فیلم بیل را بکش ساخته کوئنتین تارانتینو در سال ۲۰۰۳ است. داستان فیلم در فینمارک، نروژ می‌گذرد و شکار تامپا و پاپا بولجو توسط جومپا تورمان، قهرمان داستان را به تصویر می‌کشد. این فیلم به شدت به کلیشه‌های هجو آمیز دربارهٔ جمعیت سامی نروژ بستگی دارد.
به گفته روزنامه نروژی داگبلاده، تارانتینو تریلر فیلم را تماشا کرد و از این بابت کاملاً خوشحال بود و مشتاقانه منتظر دیدن خود فیلم بود. دنباله‌ای با نام بولجو را بکش ۲ در ۲۰ دسامبر ۲۰۱۳ منتشر شد.